# Hans Trippel
Hans Trippel; auch Hanns Trippel (* 19. Juli 1908 in Groß-Umstadt; † 30. Juni 2001 in Erbach) war ein deutscher Autokonstrukteur. Er befasste sich vorrangig mit der Entwicklung von Amphibienfahrzeugen. Als Mitglied von SA und SS sowie Leiter von enteigneten oder auf Zwangsarbeiter zurückgreifenden Betrieben war er in die Verbrechen des Nationalsozialismus verstrickt.

## Leben
Trippel war Sohn eines Kolonialwarenhändlers und gelernter Einzelhandelskaufmann. In technischer Hinsicht war er Autodidakt. Während der Weltwirtschaftskrise schlug er sich eine Zeitlang als Reisender für Zigaretten durch. Im Jahr 1932 machte er sich selbstständig und begann in einem gemieteten Pferdestall in Darmstadt mit dem Autobau. Er kaufte ein 600-cm³-DKW-Chassis und baute darauf aus Aluminiumblech eine Karosserie und nannte dieses Fahrzeug Land-Wasser-Zepp. An dem spitz auslaufenden Heck war ein Propeller für den Wasserantrieb angebracht. Erste Fahr- und Schwimmversuche fanden auf dem Oberwaldhausteich in Darmstadt und auf dem Rhein bei Oppenheim statt und verliefen zufriedenstellend. Mit diesem Fahrzeug startete er auch 1932 bei den Wiesbadener Motorsporttagen.
1934 baute er auf der Basis eines Adler Trumpf Junior mit Kompressormotor einen stromlinienförmigen Rennwagen, mit dem er in den folgenden Jahren sechs Siege errang. 1935 entstand der erste schwimmfähige Geländewagen, auch auf Adler-Basis mit einem Zwei-Liter-Motor.

## Trippel im Nationalsozialismus
Auch die Aufmerksamkeit der Nationalsozialisten erweckte der Konstrukteur, der seit 1930 Parteimitglied und darüber hinaus Mitglied der SA war, und erhielt im Oktober 1936 eine Einladung nach Berlin. Dort führte er im Hof der Reichskanzlei Adolf Hitler sein Fahrzeug vor. Die Aufrüstung der Wehrmacht war in vollem Gange und Trippel erhielt von Hitler einen Entwicklungszuschuss von 10.000 Reichsmark. Mit diesem Geld und Bankkrediten kaufte er in Homburg einen alten Schlachthof und baute und entwickelte dort mit 250 Mitarbeitern seine Schwimmwagen. Auf der Basis des Trippel SG 6 wurde eine auf zwei Meter verbreiterte Version mit der Bezeichnung Amphibium gebaut. Dieses Fahrzeug war eine Spezialentwicklung für das Militär und konnte bis zu 16 Personen im Wasser transportieren. Vom Typ SG-6 Amphibium lieferte er 20 Fahrzeuge an die Wehrmacht.
1938 stellte er den SG-6 auch den italienischen Streitkräften vor. Um die Zuverlässigkeit unter Beweis zu stellen, wollte er damit sogar das Mittelmeer nach Afrika überqueren. Da dies aber verboten wurde, fuhr er am 25. September 1938 von Neapel nach Capri. Im gleichen Jahr entstand der SK-8, ein Cabriolet mit Stromlinienkarosserie und einem 2,5-Liter-Adler-Motor. Dieses Auto sollte die Eigenschaften eines schnellen Sportwagens und eines seetüchtigen Bootes in sich vereinigen. Beide Fahrzeuge, der SG-6 und der SK-8, fanden 1939 auf der Automobilausstellung in Berlin viel Beachtung.
Seit Kriegsbeginn entwickelte und baute Trippel nur noch Fahrzeuge für das Militär. Seine politischen Kontakte und die deutsche Besetzung des Elsass brachten Trippel 1940 als „Betriebsführer“ an die Spitze der Bugatti-Werke in Molsheim. Allerdings war Trippel nach Streitigkeiten mit SA-Chef Lutze inzwischen zur SS übergetreten und war Führer beim Stab SS-Hauptamt. Zeitweilig erfreute er sich der persönlichen Unterstützung des Leiters des SS-Hauptamts, Gottlob Berger, und des Reichsführers SS Heinrich Himmler. Berger hatte den Trippel-Schwimmwagen als „zur Partisanenbekämpfung (…) besonders geeignet“ empfohlen. Die Fabrik in Molsheim, die mehr als 2000 Beschäftigte zählte, hatte zuvor Ettore Bugatti gehört. Obwohl Bugatti den Verbleib im deutsch besetzten Elsass ablehnte und seine Fahrzeugproduktion samt dem Gros des Maschinenparks nach Bordeaux verlagert hatte, wurde er als Staatsbürger des mit Deutschland verbündeten Italien vom Rüstungsministerium Berlin mit 7,5 Mio. RM für sein Werk entschädigt.
Am 15. Januar 1941 wurde in Molsheim die Trippel-Werke GmbH gegründet und die Produktion von Schwimmwagen aufgenommen. Ob tatsächlich 1000 Schwimmwagen des Typs SG-6 hier gebaut wurden, ist strittig. Bei Berghoff/Rauh-Kühne, die sich auf französische Akten der Nachkriegszeit und auf Trippels Spruchkammerverfahrenakte stützen, ist zu lesen, der Trippel-Schwimmwagen sei im Krieg nur in geringer Stückzahl von ca. 200 produziert worden und habe nie die Serienfertigung erreicht.
1942 wurde der Typ SG-7 für die Propaganda-Kompanien entwickelt. Dies war eine Limousine mit Schiebedach und luftgekühltem Tatra-V8-Motor im Heck. Die Weiterentwicklung war der schwimmfähige Panzerspähwagen Typ E3 mit Allradantrieb und zwei Propellern. Weitere Varianten waren der Munitionstransporter E3M und ein schwimmfähiger Propellerschlitten für die Luftwaffe. Dieser hatte neben den Rädern noch vier Schnee- und Schwimmkufen und wurde von einem Luftpropeller angetrieben.
Doch war Trippels Ansehen als Techniker ebenso wie als „Betriebsführer“ rasch gesunken. Zwar wurde ihm von der Feldkommandostelle Reichsführer SS noch am 20. Juni 1944 der Totenkopfring der SS verliehen, doch etwa zur selben Zeit wurde Himmler von Generalluftzeugmeister Erhard Milch aufgefordert, „aus Leistungsgründen“ Trippel „durch eine besser geeignete Persönlichkeit“ zu ersetzen. Am 31. Juli 1944 teilte Himmler Milch mit, „er mache gegen die beabsichtigte Änderung der Geschäftsführung der Trippelwerke in Molsheim keinerlei Bedenken geltend“. In den letzten Monaten des Krieges wurde auf Betreiben Trippels dennoch ein Teil der Molsheimer Produktion nach Sulz am Neckar verlagert, wo ihm von der SS ein unterirdischer Kalkstollen als Produktionsstätte zugewiesen wurde. Die Belegschaft der „Trippelwerke“ bestand hier zu erheblichen Teilen aus Häftlingen, die aus verschiedenen KZs in ein – auf Trippels Betreiben errichtetes – KZ-Außenlager eingeliefert wurden, wo sie unter lebensbedrohlichen Umständen leben und arbeiten mussten.

## Nach 1945
Bei Kriegsende setzte sich Trippel vor den heranrückenden französischen Streitkräften nach Bayern ab. Hier wurde er von amerikanischen Truppen verhaftet und an die Franzosen ausgeliefert, die Trippel im Frühjahr 1947 durch ein Militärgericht wegen Verbrechen gegen die Menschlichkeit zu einer fünfjährigen Haft und 20.000 RM Geldstrafe verurteilten. Trippel wurde jedoch begnadigt und kam nach dreijähriger Haft im Dezember 1948 vorzeitig frei.
Die Trippel-Werke waren zu Kriegsende mit 8,5 Mio. RM verschuldet. Im Jahr 1949 wurde vor der Zentral-Spruchkammer von Nord-Württemberg in Ludwigsburg Trippels Entnazifizierungsverfahren durchgeführt. Die Kammer stufte ihn am 27. Dezember 1949 vom mutmaßlichen „Hauptschuldigen“, so die Klageschrift vom 15. November 1949, zum „Mitläufer“ herab. Verlauf und Ergebnis des Verfahrens gaben Raum für Spekulationen, ob Trippel Profiteur einer Bestechungsaffäre war, in die der damalige Chefankläger dieser Spruchkammer verwickelt war.
Noch bevor Trippels Entnazifizierung abgeschlossen war, heiratete er die Tochter des Trossinger Zigarettenpapierfabrikanten Fritz Kiehn, ein prominenter ehemaliger NS-Funktionär, der im Dritten Reich unter anderem Präsident der IHK Stuttgart und Mitglied im Freundeskreis Reichsführer SS gewesen war. Die beiden hatten sich in einem Haftlager der Alliierten kennengelernt.
Zusammen mit Kiehn und unter Gewährung von Staatskrediten des Landes Württemberg-Hohenzollern konnte Trippel in Tuttlingen mithilfe eines Millionenkredits die heruntergewirtschafteten Chiron-Werke übernehmen und sich dort – wirtschaftlich abermals erfolglos – als Konstrukteur eines Kleinwagens versuchen. Da Deutschland nach dem Krieg der Bau von Schwimmwagen verboten war, baute er einen kleinen Zweisitzer mit 600-cm³-Horex-Motor, den Trippel SK 10. Der Wagen, der nur 2800 DM kosten sollte, lockte zwar auf Ausstellungen viele Leute an, aber das Auto mit nur 1,1 m Höhe war zu klein. Auch der Versuch mit einer größeren Ausführung scheiterte. Bereits 1951 wurde die Geschäftsverbindung zu Kiehn gelöst und die Ehe mit der Tochter Kiehns wieder geschieden. Der Staatskredit an Kiehn bescherte dem Land Württemberg-Hohenzollern seinen ersten und einzigen Parlamentarischen Untersuchungsausschuss.
Trippel gab seine Autoträume auch nach Ausscheiden aus den Chiron-Werken nicht auf. In Stuttgart versuchte er, eine neue Firma aufzubauen, ging aber nach nur 15 verkauften SK 10 in Konkurs. 1953 teilte ein Informant den baden-württembergischen Justizbehörden mit, dass er „infolge seiner unfähigen kaufmännischen Art sehr viele Verbindlichkeiten“ angehäuft habe. Das baden-württembergische Justizministerium verfügte im September 1954, die uneinbringbaren Verfahrenskosten von Trippels Entnazifizierung zu löschen. Diese waren etappenweise von ursprünglich 42.250 DM auf schließlich 300 DM reduziert worden, stellte die Behörde fest.
1953 wollten einige Franzosen die Lizenz für einen Schwimmwagen von Trippel erwerben. Unter ihnen war ein Fachmann, der die Kunststoffkarosserie der Chevrolet-Corvette mitentwickelt hatte. Es wurde entschieden, den neuen Wagen mit einer entsprechenden Karosserie zu bauen. Am 1. August erschien in Frankreich der Trippel Corsaire. Auch dieser Firma ging bald das Geld aus und Trippel zog von Paris wieder nach Stuttgart. Dort entwickelte er den Corsaire weiter.
Die Brüder Fritz und Reinhold Weidner, Besitzer einer Anhängerfabrik, hatten Interesse an diesem Fahrzeug, und so erschien im März 1957 der Weidner Condor auf dem Markt. Mit einem Preis von 7500 DM konnte der Wagen aber nicht mit dem VW Karmann-Ghia, Goliath Hansa oder dem Sportprinz konkurrieren. Nach 200 Fahrzeugen endete die Produktion.

## Eurocar GmbH
1958 gründete Trippel die Eurocar GmbH und stellte den Schwimmwagen Alligator vor. Nach einem Treffen mit dem Industriellen Harald Quandt in Berlin, dem er 19 Jahre vorher schon einmal begegnet war, entstand 1961 der Amphicar 770, von dem bei Quandt in Lübeck und Berlin ungefähr 3500 Stück gebaut wurden. Da Trippel aber mit der Weiterentwicklung nicht zufrieden war, zog er sich zurück und arbeitete einige Jahre als Berater für Schwimmwagen bei der Bundeswehr. 1974 entwickelte er noch einmal einen Geländewagen, der sowohl zivil wie auch militärisch verwendet werden sollte, den T-74.
In späteren Jahren entwickelte Trippel immer wieder neue Wasser-Land-Fahrzeuge. Den letzten Prototyp konstruierte er im Jahr 1990 – im Alter von 81 Jahren.